# Nesocordulia mascarenica
Nesocordulia mascarenica là loài chuồn chuồn trong họ Synthemistidae. Loài này được Fraser mô tả khoa học đầu tiên năm 1948.